# Scandinavian Open
Die Scandinavian Open waren ein hochrangiges Badmintonturnier in den 1980er Jahren. Das Turnier fand von 1985 bis 1987 statt. Es war das Nachfolgeturnier des Scandinavian Cups.

## Die Sieger
| Saison | Herreneinzel | Dameneinzel | Herrendoppel                   | Damendoppel             | Mixed                           |
| ------ | ------------ | ----------- | ------------------------------ | ----------------------- | ------------------------------- |
| 1985   | Morten Frost | Kim Yun-ja  | Steen Fladberg Jesper Helledie | Kim Yun-ja Yoo Sang-hee | Nigel Tier Gillian Gowers       |
| 1986   | Morten Frost | Qian Ping   | Jesper Helledie Steen Fladberg | Kim Yun-ja Yoo Sang-hee | Martin Dew Gillian Gilks        |
| 1987   | Yang Yang    | Li Lingwei  | Li Yongbo Tian Bingyi          | Lin Ying Guan Weizhen   | Stefan Karlsson Maria Bengtsson |